# Gens Ceionia
La gens Ceionia fu una famiglia romana ai tempi dell'Impero romano. Il primo membro della gens ad ottenere il consolato fu Lucio Ceionio Commodo nel 78 d.C.. L'ascesa di questa famiglia culminò con l'elevazione dell'imperatore Lucio Aurelio Vero, nato Lucio Ceionio Commodo, nel 161 d.C..

## Origine
I Ceionii erano probabilmente di origine etrusca. Il loro nomen assomiglia ad altri nomi etruschi, come Cilnius e la famiglia non appare nella storia prima del primo secolo. Lo storico Elio Sparziano scrisse che provenivano dall'Etruria, o forse dalla città di Faenza, città di origine etrusca.

## Praenomen
I praenomen utilizzati dai Ceionii furono Lucio, Gaio e Marco.

## Rami e cognomen
La più illustre famiglia dei Ceionii portava il cognomen Commodo, che significa "gentile, servizievole" o "piacevole". L'agnomen Vero, che significa "vero", fu portato da alcuni membri di questa famiglia. Furono utilizzati anche molti altri cognomen, alcuni dei quali erano normali cognomen, come Rufus, che significa "rosso" o "rossastro" o Bassus, "robusto". Tuttavia, come con molte famiglie dei tempi imperiali, molti cognomi furono acquisiti da altre famiglie a cui la gens Ceionia era imparentata o politicamente collegata. 
L'imperatore Commodo ad esempio, pur non essendo della gens Ceionia, ebbe questo cognomen in omaggio al co-regnante di suo padre Marco Aurelio, Lucio Vero (nato Lucio Ceionio Commodo).
Postumus, un cognomen appartenente al padre dell'imperatore Albino, deriva dal praenomen Postumus, riferito a un figlio più giovane, sebbene una falsa etimologia popolare lo abbia fatto derivare da post humus, "dopo la sepoltura", che significa un bambino nato dopo la morte di suo padre. In una lettera a cui fa riferimento lo storico Giulio Capitolino, Ceionio Postumo affermava di essere un discendente dell'antica casa patrizia dei Postumii, il cui nomen era derivato a sua volta dal praenomen Postumus. Ceionio chiamò suo figlio Albino, presumibilmente in riferimento sia allo straordinario candore della sua pelle, sia alla nobile famiglia dei Postumii Albini; tuttavia, molti altri membri della gens portavano anche il cognomem Albinus.

## Membri

### Ceionii Commodi
- Lucio Ceionio Commodo, console nel 78 d.C.[11][12][13][14][15].
- Lucio Ceionio Commodo, console nel 106 d.C.[16][17].
- Lucio Ceionio Commodo, meglio noto come Lucio Elio Cesare, console nel 136 d.C., adottato dall'imperatore Adriano come suo erede[2][18].
- (Marco?) Ceionio (Commodo?), fratello o fratellastro di Elio Cesare.
- Marco Ceionio Silvano, figlio di Marco Ceionio Commodo, console nel 156 d.C.[19][20]
- Lucio Ceionio Commodo Vero, meglio noto come Lucio Vero, adottato dall'imperatore Antonino Pio; imperatore con Marco Aurelio dal 161 al 169 d.C.[21][22][23][24].
- Ceionia Fabia, una delle sorelle di Lucio Vero, era originariamente promessa sposa di Marco Aurelio; l'impegno fu sciolto su richiesta di Antonino Pio, e sposò Plauzio Quintillo, console nel 159 d.C.[25][26][27].
- Ceionia Plautia, una sorella di Lucio Vero, sposò Quinto Servilio Pudente, console nel 166 d.C.[25][28][29].
- Gaio Avidio Ceionio Commodo, fratello di Lucio Vero.

### Ceionii Albini
- Ceionio Postumio, padre dell'imperatore Clodio Albino[10].
- Decimo Clodio Ceionio Settimo Albino, imperatore dal 196 al 197 d.C.[30][31][32][33].
- Ceionio Postumiano, un parente dell'imperatore Albino, che lo aiutò a ottenere l'attenzione degli Antonini[34].
- Ceionio Albino, un uomo illustre, probabilmente un parente dell'imperatore Albino, messo a morte da Settimio Severo[35][36].
- Marco Nummio Ceionio Albino, praefectus urbi nel 256 d.C., sotto l'imperatore Valeriano, e poi tra il 261 e il 263 e infine console prior nel 263[37][38].
- Gaio Ceionio Rufio Volusiano, proconsole d'Africa nel 305-307, praefectus urbi nel 310 e 311 d.C., e dal 313 al 315[39][40].
- Ceionio Rufio Albino, console posterior nel 335 e praefectus urbi dal 335 al 337 d.C.[41].
- Gaio Ceionio Rufio Volusiano Lampadio, prefetto pretorio della Gallia nel 354 e 355 d.C., proconsole dell'Africa e praefectus urbi nel 365[42][43].
- Ceionio Rufio Albino, praefectus urbi dal 389 al 391 d.C.[44][45].
- Publio Cecio Caecina Albino, nonno di Eustochio, vescovo di Tours durante la metà del V secolo[46].

### Altri
- Un Ceionio fu prefetto del campo sotto Publius Quinctilius Varus, si tolse la vita dopo il disastro della foresta di Teutoburgo, nel 9 d.C.[47][48]
- Marcia (Marcia Aurelia Ceionia Demetria), figlia di una liberta dell'imperatore Lucio Aurelio Vero da cui prese il nome famigliare; amante dell'imperatore Commodo, nella cui caduta ebbe un ruolo di primo piano; in seguito fu messa a morte dall'imperatore Didio Giuliano.[49][50][51]
- Ceionio Virio Basso, console nel 271 d.C., e amico dell'imperatore Aureliano, al quale scrisse una lettera rispettando la distruzione di Palmira.[52][53]
- Ceionio Varo, praefectus urbi nel 284 e 285 d.C.[54]
- Ceionio Giuliano, praefectus urbi nel 310 e 311 d.C., amico dello storico Flavio Vopisco .[55][56]